# Шовкопляс, Илья Петрович
Илья Петрович Шовкопляс (31.01.1927—22.12.2016) — ветеран белорусского бокса, неоднократный чемпион Белоруссии. Сильнейший боксер тяжеловес СССР начала 50-х годов.

## Биография
Илья Петрович родился 31 января 1927 года в селе Перекоповка (укр. Перекопівка)
Роменского района,
Сумской области,
Украина.
Окончил БГИФК (1957). С 1956 по 1994 работал учителем ф/к. Участник Великой Отечественной войны, награждён орденом «Отечественной войны», медалями «За победу».
Начал выступать за сборную Белоруссии по боксу в 1949 году в тяжёлом весе (от 81 кг и выше).
Чемпион Белоруссии с (1949 — 1953гг.) . Провёл 108 боев, из которых в 98 одержал победу, в 10 боях занимал 2 и 3 места.
Участник личного и командного первенства СССР. Призёр первенств Вооруженных сил СССР (1951—1953 гг.)

## Из воспоминаний
— Тогда имя Николая Королёва гремело на всю страну. Ещё до войны он стал чемпионом СССР. Встретился я с этим выдающимся боксёром на первенстве Союза в Москве. Случилось это в 1952 году. Зрители почему-то болели за меня. Видимо, потому что я был молодым и почти неизвестным болельщикам. Все мои атаки сопровождались аплодисментами, однако победить мне не удалось. Просто Королёв действительно оказался потрясающей силы боксёр.
 — А ещё запомнились бои с одним из сильнейших в то время советских боксёров Альгирдасом Шоцикасом. С ним я встречался дважды. Первый раз в минском клубе имени Дзержинского на матчевой встрече Беларусь — Литва. Этот поединок я проиграл. Через два года мы вновь поднялись вместе на ринг в Ленинграде на турнире с участием сборных команд Беларусии, Литвы и Грузии. Наша команда с грузинской шла очко в очко. Именно в тяжёлом весе решался вопрос о победителях турнира. В нелёгком, изнурительном поединке я всё-таки взял верх над грозным соперником. Товарищи по команде вынесли меня с ринга на руках. Такие мгновения не забываются…